# Kgalagadi jezik
Kgalagadi jezik (kgalagarhi, kgalagari, khalagari, khalakadi, kxhalaxadi, qhalaxarzi, shekgalagadi, shekgalagari; ISO 639-3: xkv), jezik istoimenog plemena Kgalagadi iz Bocvane, kojim govori 40 000 ljudi (2004 R. Cook) duž granice Južnoafričke Republike. 
Kgalagadi je predstavnik pravih bantu jezika, koja čini dio velike nigersko-kongoanskeporodice, i jedini predstavnik istoimene podskupine, koja je dio šire skupine Sotho-Tswana (S.30). Njegov najvažniji dijalekt je ngologa možda je i poseban jezik), a ostali su shaga, kgalagadi (kgalagari), balaongwe (boloongwe), shelala, pedi, phaleng, kenyi (khena), kgwatheng, tjhauba, khakhae, koma, rhiti i siwane (gyegwana).
Govorrnici se služe i tswana [tsn], engleskim [eng] ili afrikaansom [afr].

## Vanjske poveznice
- Ethnologue (14th)
- Ethnologue (15th)